# Джойс, Уоррен
Уо́ррен Га́ртон Джойс (англ. Warren Garton Joyce; родился 20 января 1965, Олдем, Ланкашир) — английский футболист и футбольный тренер.

## Футбольная карьера
Уоррен родился в футбольной семье. Его отец, Уолтер Джойс, выступал за «Бернли», «Блэкберн Роверс» и «Олдем Атлетик». Уоррен начал карьеру в клубе «Болтон Уондерерс», сначала как любитель, а затем как профессионал. Он выступал за «Болтон» до 1987 года, сыграв за клуб 184 матча в чемпионате и забив 17 голов. В октябре 1987 года он перешёл в «Престон Норт Энд» за £35 тыс. За Престон он выступал 5 лет, сыграв 177 матчей в чемпионате и забив 34 гола. Затем он выступал за «Плимут Аргайл» и «Бернли». В 1996 году перешёл в «Халл Сити», где и завершил карьеру игрока в 2000 году.

## Тренерская карьера
Ещё в 1998 году, выступая за «Халл Сити», Джойс стал играющим тренером клуба. В 2000 году он покинул команду, после чего занимал различные тренерские должности в клубах «Лидс Юнайтед», «Стокпорт Каунти» и «Транмир Роверс».
11 сентября 2006 года Джойс был назначен главным тренером бельгийского клуба «Антверпен». 26 мая 2008 года было объявлено, что Джойс уходит из «Антверпена» и переходит в английский «Манчестер Юнайтед», где будет работать тренером резервистов совместно с норвежцем Уле Гуннаром Сульшером. В декабре 2010 года, после перехода Сульшера в «Молде», Джойс стал единоличным тренером резервного состава «Юнайтед».
В начале ноября 2016 года Джойс покинул свой пост тренера резервистов «Манчестер Юнайтед» и стал главным тренером «Уиган Атлетик».
19 июня 2017 года Джойс был назначен главным тренером клуба австралийской Эй-лиги «Мельбурн Сити», подписав двухлетний контракт.